# Japans Grand Prix 2025
Japans Grand Prix 2025 (officielt navn: Formula 1 Lenovo Japanese Grand Prix 2025) var et Formel 1-løb, som blev kørt den 6. april 2025 på Suzuka-banen i Suzuka, Japan. Det var det tredje løb i Formel 1-sæsonen 2025.

## Kvalifikation
| Pos.               | Nr. | Kører                 | Konstruktør                  | Del 1    | Del 2    | Del 3    | Grid |
| ------------------ | --- | --------------------- | ---------------------------- | -------- | -------- | -------- | ---- |
| 1                  | 1   | Max Verstappen        | Red Bull Racing-Honda RBPT   | 1.27,943 | 1.27,502 | 1.26,983 | 1    |
| 2                  | 4   | Lando Norris          | McLaren-Mercedes             | 1.27,845 | 1.27,146 | 1.26,995 | 2    |
| 3                  | 81  | Oscar Piastri         | McLaren-Mercedes             | 1.27,687 | 1.27,507 | 1.27,027 | 3    |
| 4                  | 16  | Charles Leclerc       | Ferrari                      | 1.27,920 | 1.27,555 | 1.27,299 | 4    |
| 5                  | 63  | George Russell        | Mercedes                     | 1.27,843 | 1.27,400 | 1.27,318 | 5    |
| 6                  | 12  | Andrea Kimi Antonelli | Mercedes                     | 1.27,968 | 1.27,639 | 1.27,555 | 6    |
| 7                  | 6   | Isack Hadjar          | Racing Bulls-Honda RBPT      | 1.28,278 | 1.27,775 | 1.27,569 | 7    |
| 8                  | 44  | Lewis Hamilton        | Ferrari                      | 1.27,942 | 1.27,610 | 1.27,610 | 8    |
| 9                  | 23  | Alexander Albon       | Williams-Mercedes            | 1.28,218 | 1.27,783 | 1.27,615 | 9    |
| 10                 | 87  | Oliver Bearman        | Haas-Ferrari                 | 1.28,228 | 1.27,711 | 1.27,867 | 10   |
| 11                 | 10  | Pierre Gasly          | Alpine-Renault               | 1.28,186 | 1.27,822 | N/A      | 11   |
| 12                 | 55  | Carlos Sainz Jr.      | Williams-Mercedes            | 1.28,209 | 1.27,836 | N/A      | 151  |
| 13                 | 14  | Fernando Alonso       | Aston Martin Aramco-Mercedes | 1.28,337 | 1.27,897 | N/A      | 12   |
| 14                 | 30  | Liam Lawson           | Racing Bulls-Honda RBPT      | 1.28,554 | 1.27,906 | N/A      | 13   |
| 15                 | 22  | Yuki Tsunoda          | Red Bull Racing-Honda RBPT   | 1.27,967 | 1.28,000 | N/A      | 14   |
| 16                 | 27  | Nico Hülkenberg       | Kick Sauber-Ferrari          | 1.28,570 | N/A      | N/A      | 16   |
| 17                 | 5   | Gabriel Bortoleto     | Kick Sauber-Ferrari          | 1.28,622 | N/A      | N/A      | 17   |
| 18                 | 31  | Esteban Ocon          | Haas-Ferrari                 | 1.28,696 | N/A      | N/A      | 18   |
| 19                 | 7   | Jack Doohan           | Alpine-Renault               | 1.28,877 | N/A      | N/A      | 19   |
| 20                 | 18  | Lance Stroll          | Aston Martin Aramco-Mercedes | 1.29,271 | N/A      | N/A      | 20   |
| 107%-tid: 1.33,825 |     |                       |                              |          |          |          |      |
| Kilde:             |     |                       |                              |          |          |          |      |

Noter:
↑1 - Carlos Sainz Jr. blev givet en 3-plads straf for at køre i vejen for Lewis Hamilton under 2. del.

## Resultat
| Pos.                                                                      | Nr. | Kører                 | Konstruktør                  | Omgange | Tid/Udgået  | Startpos. | Point |
| ------------------------------------------------------------------------- | --- | --------------------- | ---------------------------- | ------- | ----------- | --------- | ----- |
| 1                                                                         | 1   | Max Verstappen        | Red Bull Racing-Honda RBPT   | 53      | 1:22.06,983 | 1         | 25    |
| 2                                                                         | 4   | Lando Norris          | McLaren-Mercedes             | 53      | +1,423      | 2         | 18    |
| 3                                                                         | 81  | Oscar Piastri         | McLaren-Mercedes             | 53      | +2,129      | 3         | 15    |
| 4                                                                         | 16  | Charles Leclerc       | Ferrari                      | 53      | +16,097     | 4         | 12    |
| 5                                                                         | 63  | George Russell        | Mercedes                     | 53      | +17,362     | 5         | 10    |
| 6                                                                         | 12  | Andrea Kimi Antonelli | Mercedes                     | 53      | +18,671     | 6         | 8     |
| 7                                                                         | 44  | Lewis Hamilton        | Ferrari                      | 53      | +29.,82     | 8         | 6     |
| 8                                                                         | 6   | Isack Hadjar          | Racing Bulls-Honda RBPT      | 53      | +37,134     | 7         | 4     |
| 9                                                                         | 23  | Alexander Albon       | Williams-Mercedes            | 53      | +40,367     | 9         | 2     |
| 10                                                                        | 87  | Oliver Bearman        | Haas-Ferrari                 | 53      | +54,529     | 10        | 1     |
| 11                                                                        | 14  | Fernando Alonso       | Aston Martin Aramco-Mercedes | 53      | +57,333     | 12        |       |
| 12                                                                        | 22  | Yuki Tsunoda          | Racing Bulls-Honda RBPT      | 53      | +58,401     | 14        |       |
| 13                                                                        | 10  | Pierre Gasly          | Red Bull Racing-Honda RBPT   | 53      | +1.02,122   | 11        |       |
| 14                                                                        | 55  | Carlos Sainz Jr.      | Williams-Mercedes            | 53      | +1.14,129   | 15        |       |
| 15                                                                        | 7   | Jack Doohan           | Alpine-Renault               | 53      | +1.21,314   | 19        |       |
| 16                                                                        | 27  | Nico Hülkenberg       | Kick Sauber-Ferrari          | 53      | +1.21,957   | 16        |       |
| 17                                                                        | 30  | Liam Lawson           | Racing Bulls-Honda RBPT      | 53      | +1.22,734   | 13        |       |
| 18                                                                        | 31  | Esteban Ocon          | Haas-Ferrari                 | 53      | +1.23,438   | 18        |       |
| 19                                                                        | 5   | Gabriel Bortoleto     | Kick Sauber-Ferrari          | 53      | +1.23,897   | 17        |       |
| 20                                                                        | 18  | Lance Stroll          | Aston Martin Aramco-Mercedes | 52      | +1 omgang   | 20        |       |
| Hurtigste omgang: Andrea Kimi Antonelli (Mercedes) - 1.30,965 (omgang 50) |     |                       |                              |         |             |           |       |
| Kilde:                                                                    |     |                       |                              |         |             |           |       |

## Stilling i mesterskaberne efter løbet
| Pos. | Kører                 | Point |
| ---- | --------------------- | ----- |
| 1    | Lando Norris          | 62    |
| 2    | Max Verstappen        | 61    |
| 3    | Oscar Piastri         | 49    |
| 4    | George Russell        | 45    |
| 5    | Andrea Kimi Antonelli | 30    |

| Pos. | Konstruktør         | Point |
| ---- | ------------------- | ----- |
| 1    | McLaren-Mercedes    | 111   |
| 2    | Mercedes            | 75    |
| 3    | Red Bull-Honda RBPT | 61    |
| 4    | Ferrari             | 35    |
| 5    | Williams-Mercedes   | 19    |